# Words for Love
Words for Love är en låt framförd av Lior Narkis. Den är skriven av Yoni Roehe och Yossi Gispan.
Låten var Israels bidrag i Eurovision Song Contest 2003 i Riga i Lettland. I finalen den 24 maj slutade den på nittonde plats med 17 poäng.